# Maria Mancini
Maria Mancini (28 de Agosto de 1639 – 8 de Maio de 1715), princesa de Paliano, foi uma das famosas sobrinhas do Cardeal Jules Mazarin, conhecidas como Mazarinettes, e amante do rei Luís XIV de França durante sua juventude.

## Biografia
Trazida de Roma para a Corte de Francesa por seu tio, Maria Mancini é considerada o primeiro verdadeiro (e platônico) amor do jovem Luís XIV. Em Julho de 1658, após o cerco de Dunkerque, Luís XIV cai gravemente enfermo e Maria, pensando que o fim estava próximo, manifesta o interesse que possui pelo rei, derramando lágrimas registradas pela História. Na verdade, são suas lágrimas que atraem a atenção do jovem monarca sobre ela, atenção que esta mantém depois com seu espírito e sua cultura, literária notadamente.
Se alguns, assim como o rei, viam nestas lágrimas a prova de um amor desinteressado e sincero, outros, menos românticos, vêem aí mais a decepção de uma jovem que, após estar à sombra de sua irmã, a Condessa de Soissons, vê sua campanha amorosa para atrair o jovem monarca se aniquilar. Com efeito, justamente quando Maria consegue atrair a atenção do rei por seu espírito brilhante, ela descobre que este pode morrer de um minuto para outro. Ela que investira tudo no amor do rei, sonhando até com o projeto de subir ao trono da França, vê seus fantasmas se dissolverem, sua esperança de revanche desaparecer. Se ela tivesse se tornado rainha, que revanche teria sobre suas irmãs, sobre seu tio, o Cardeal Mazarino, e sobre toda a Corte que não a levava a sério. É por isso que, durante todo o tempo da doença do rei, Maria « se matava de chorar », segundo as palavras da "Grande Mademoiselle", neta do Rei Henrique IV e de Luís XIV.
Quando a Corte desloca-se para Fontainebleau, Maria Mancini torna-se o ponto de atração, presidindo às festas e bailes, sucedendo nesses itens a sua irmã Olímpia Mancini, que possuia anteriormente o favor do rei.
No entanto, a mãe do rei Ana d'Áustria e o cardeal Mazarino opõem-se a uma eventual união entre os dois jovens que representaria uma aliança inaceitável, ainda mais porque o cardeal negocia um casamento real de Luís XIV com a infanta Maria Teresa de Espanha e porque Maria Mancini não amava muito seu tio. Mazarino não levaria então nenhuma vantagem no caso de sua sobrinha tornar-se rainha.
O afastamento forçado de Maria durante alguns meses, inicialmente em La Rochelle e depois em Brouage, e sua última entrevista com Luís XIV antes de sua partida da Corte, em 2 de Junho de 1659, inspiraram um célebre verso de Racine em sua tragédia "Berenice" : 
Sois imperador, Senhor, e chorais !
(Berenice, Ato IV, Cena 5)
Em 1661, Maria aceita casar-se com o príncipe Lorenzo Colonna, já que Luís XIV nada fez para retê-la na França. Ela partiu para morar em Roma. Porém, sua relação conjugal não tarda a deteriorar-se. Após ter dado três filhos a seu marido, Maria acreditou poder esquivar-se a seus deveres conjugais, em busca de admiradores. As infidelidades de seu marido eram, por sinal, conhecidas, porém este, de carater sombrio e violento, não aceitava a vida dissoluta de sua esposa. Temendo por sua vida, Maria deixa marido e filhos para percorrer a Europa com sua irmã, Hortense Mancini, Duquesa de Mazarin, e de Philippe, Duque de Nevers, seu irmão.
Maria Mancini morreu em 1715 sem ter jamais revisto o Rei Luís XIV. Repousa na entrada da Igreja do Santo Sepulcro de Pisa.
Maria Mancini foi tataravó do príncipe Camilo Borghèse (1775-1832), segundo marido de Paulina Bonaparte (1780-1825).

## Edição de "Memórias"
- (em francês) Marie Mancini, Les Mémoires de M. L. P. M. M. Colonne, G. connétable du royaume de Naples (texto apócrifo), Cologne, P. Marteau, 1676
- (em francês) Marie Mancini, La Vérité dans son jour, ou Les véritables mémoires de M. Manchini, connétable Colonne, surgido na Espanha, 1677
- (em francês) Marie Mancini, Apologie, ou Les véritables mémoires de Mme Marie Mancini, connétable de Colonna, écrits par elle-même (versão corrigida e retirada de La Vérité dans son jour[2]), Leyde, J. Van Gelder, 1678
- (em francês) Les Illustres aventurières ou Mémoires d'Hortense et de Marie Mancini, prefácio e notas de Pierre Camo, Paris, H. Jonquières, 1929
- (em francês) Hortense et Marie Mancini, Mémoires d'Hortense et de Marie Mancini, edição apresentada e comentada por Gérard Doscot, Paris, Mercure de France, 1965, rééd. collection « Le temps retrouvé », 1987 ISBN 2-7152-1451-0